# Most Pegasus
Most Pegasus je dvižni most (vrsta premičnega mostu), ki je bil zgrajen leta 1934 za potrebe prečkanja kanala Caen med Caenom in Ouistreham, v Normandiji v Franciji.
Znan tudi kot most Benouville po sosednji vasi, je bil, z bližnjim mostom Ranville čez reko Orne, pomemben cilj britanskih zračnih sil v času operacije Deadstick, dela operacije Tonga v uvodnih minutah zavezniške invazije v Normandiji 6. junija 1944, med drugo svetovno vojno. Letalska enota pehote britanske 6. divizije, pod poveljstvom majorja Johna Howarda, je na zemljišču zavzela mostove nedotaknjene in jih zadržala, dokler ni bila razrešena. Uspešen zaseg mostov je igral pomembno vlogo pri omejevanju učinkovitost nemških protinapadov v dnevih in tednih po invaziji na Normandijo.
Leta 1944 se je preimenoval v most Pegasus v čast operaciji. Ime izhaja iz simbola britanskih padalskih enot, ki so ga nosili pripadniki, in predstavlja letečega konja Pegaza.

## Načrt
Most Pegasus in struktura, ki jo je leta 1994 zamenjala, so primeri samostojnega tipa dvižnega mostu, »Scherzerjev vrtljivi dvižni most« ali »zibajoči most«. Mostovi te vrste se ne vrtijo okoli točke zgloba, ampak zaniha nazaj na ukrivljeni tekalni progi, povezani na nosilce glavnega razpona. Ta oblika omogoča večjo svetlo odprtino vodne poti pri danem odpiralnem kotu. .

## Bitka za most
V noči z dne 5. junija 1944, so sile 181 mož, ki jih je vodil major John Howard vzletele iz RAF Tarrant Rushtonom v Dorsetu, v južni Angliji v šestih jadralnih letalih Airspeed Horsa na zajetje mostu Pegasus in tudi "mostu Horsa", nekaj sto metrov proti vzhodu, preko reke Orne. Cilj te akcije je bil, da se prepreči nemški oklepni zaščito prečkanje mostov in napad po vzhodnem robu izkrcavanja na Sword Beach.
Pet jadralnih Ox in Bucksovih letal je pristala bližje kot 47 metrov od svojih ciljev 16 minut čez polnoč. Napadalci so izstopili iz svojih jadralnih letal in popolnoma presenetili nemške branilce ter mostove zasegli v 10 minutah. Izgubili so dva človeka, poročnika Dena Brotheridgea in razvodnika Freda Greenhalgha.
Greenhalgh je utonil v bližnjem ribniku ko je v njem pristal s padalom. Poročnik Brotheridge je bil ubit pri prečkanju mostu v prvih minutah napada in s tem postal prvi član zavezniške vojske, ki je umrl zaradi sovražnikovega ognja na dan-D.
Eden od članov 7. bataljona je bil kapetan Richard Todd, mladi igralec, ki je skoraj dve desetletji kasneje, igral majorja Howarda v filmu Najdaljši dan. 

## Most danes
Originalni most Pegasus zdaj stoji razstavljen v okviru muzeja Pegasus. Muzej so odprli Valižanski princ 4. junija 2000, brigadir James Hill, Françoise Gondrée z generalom Sirom Richardom Nelsonom Galeom kot predsednikom  in leži na vzhodnem koncu današnjega mostu. Prvotni most je bil leta 1994 nadomeščen s širšo, močnejšo strukturo, ki jo je zgradila Spie Batignolles.  Je bil podaljšan za 5 metrov v zgodnjih 1960-ih zaradi širitve kanala in je ostal v uporabi do leta 1993. Po zamenjavi  je most Pegasus ostal kot odpadek na tleh.  Most je bil prodan v muzej za simbolično ceno enega franka.
Veliko junija 1944 ubitih vojakov  je pokopanih na vojaškem pokopališču pri Ranville.  Muzej vsebuje kavarno in manjšo muzejsko trgovino, ki prodaja gradivo povezano z mostom Pegasus. Arlette Gondrée, ki sedaj upravlja Café Gondrée, je bila majhen otrok, ki je živel tukaj, ko je bil kraj osvobojen. Ni gotovo, da je bila znana Gondrée kavarna prva francoska hiša, ki je bila osvobojena na dan-D. V knjigi Commando du Pont Pegase, francoskega zgodovinarja Norberta Hugedéa, je zapisano, da je bila to hiša v lasti g. Picota, nekaj ur pred Gondréesovo hišo. 